# China Media Capital
 (mars 2022).
Si vous disposez d'ouvrages ou d'articles de référence ou si vous connaissez des sites web de qualité traitant du thème abordé ici, merci de compléter l'article en donnant les références utiles à sa vérifiabilité et en les liant à la section « Notes et références ».
China Media Capital (en chinois : (zh)华人文化) est une entreprise de capital ouvert et de capital risque chinoise spécialisée en capital-développement. 

## Historique
Fondée en 2009, on siège est situé à Shanghai, avec un bureau additionnel à Pékin. 
Elle possède des actions dans le City Football Group et dans l'équipe de formule E Techeetah, ainsi que dans divers clubs de Football, dont Manchester City.
Elle investit également dans des secteurs spécifiques comme le sport, les médias et le divertissement. 